# Ewing Galloway
Ewing Galloway (6. prosince 1880, Little Dixie – 26. června 1953, Henderson) byl americký novinář. Vlastnil fotografickou agenturu, která zajišťovala práce zaměřené na ekonomiku a dopravu. Ewing Galloway Agency byla ve své době největší fotografickou agenturou ve Spojených státech.

## Životopis
Narodil se v Little Dixie, Kentucky, 6. prosince 1880. Nejprve pracoval jako právník v Henderson County v Kentucky. Aby se stal právníkem, složil v roce 1905 advokátní zkoušku. Byl prokurátorem města Henderson v Kentucky. Pracoval také pro noviny Henderson Gleaner ,díky čemuž se začal více zajímat o žurnalistiku. Přestěhoval se na Manhattan v New York City. Absolvoval kurz žurnalistiky na Kolumbijské univerzitě. Z New Yorku odešel a nakonec skončil na středozápadě USA a na Havaji. Přestěhoval se zpět do Kentucky a znovu pracoval pro Henderson Gleaner jako stážista. Přestěhoval se zpět do New Yorku. Pracoval pro Literary Digest jako asistent redaktora.
Po práci v Literary Digest začal pracovat pro Collier's a následně se stal jejich editorem fotografií. Pak pracoval pro firmu Underwood & Underwood. Galloway založil vlastní fotografickou společnost s názvem Ewing Galloway Agency, která byla otevřena v roce 1920 v New Yorku a byla umístěna na 28. ulici. V roce 1925 získal 8 000 fotografií. Fotografie sestávaly z obsahu zaměřeného na Asii a Afriku. Galloway měl také snímky související s domorodými národy Severní Ameriky a Evropy. Jeho práce byla zaměřena na dopravu, obchod a ekonomiku. Prodával fotografie do encyklopedií, knih a časopisů.
Galloway otevřel satelitní kanceláře v Detroitu, Los Angeles, Bostonu, Chicagu, Londýně, Amsterdamu a Berlíně. Jeho studia školila fotografy a fotografy k pronájmu včetně Burtona Holmese a Macleana Damerona. Jeho podnikání by bylo v té době považováno za největší fotografickou agenturu ve Spojených státech.
Když byl starší, Galloway žil hlavně v Hendersonu v Kentucky, kde vlastnil farmu, a dobrovolně se hlásil do komunity. Psal také sloupky do novin v Kentucky, kterým se říkalo „Kentucky on the March“. Byl zednářem. Dne 18. června 1953 Galloway jel taxíkem na baseballový zapás, když utrpěl zranění při autonehodě. Na následky nehody zemřel 26. června 1953 v Hendersonu.

## Dědictví
Fotografie z Gallowayovy sbírky se nacházejí v Kongresové knihovně ve sbírce Franka G. Carpentera. Univerzitní knihovna Syracuse obsahuje sbírku fotografií Ewinga Gallowaye. Tato sbírka čítá více než 400 000 snímků. Ewing Galloway, Inc. pokračuje v udržování ekonomické větve sbírky. V roce 2007 Kresge Art Museum sestavilo retrospektivní výstavu fotografií.

## Galerie

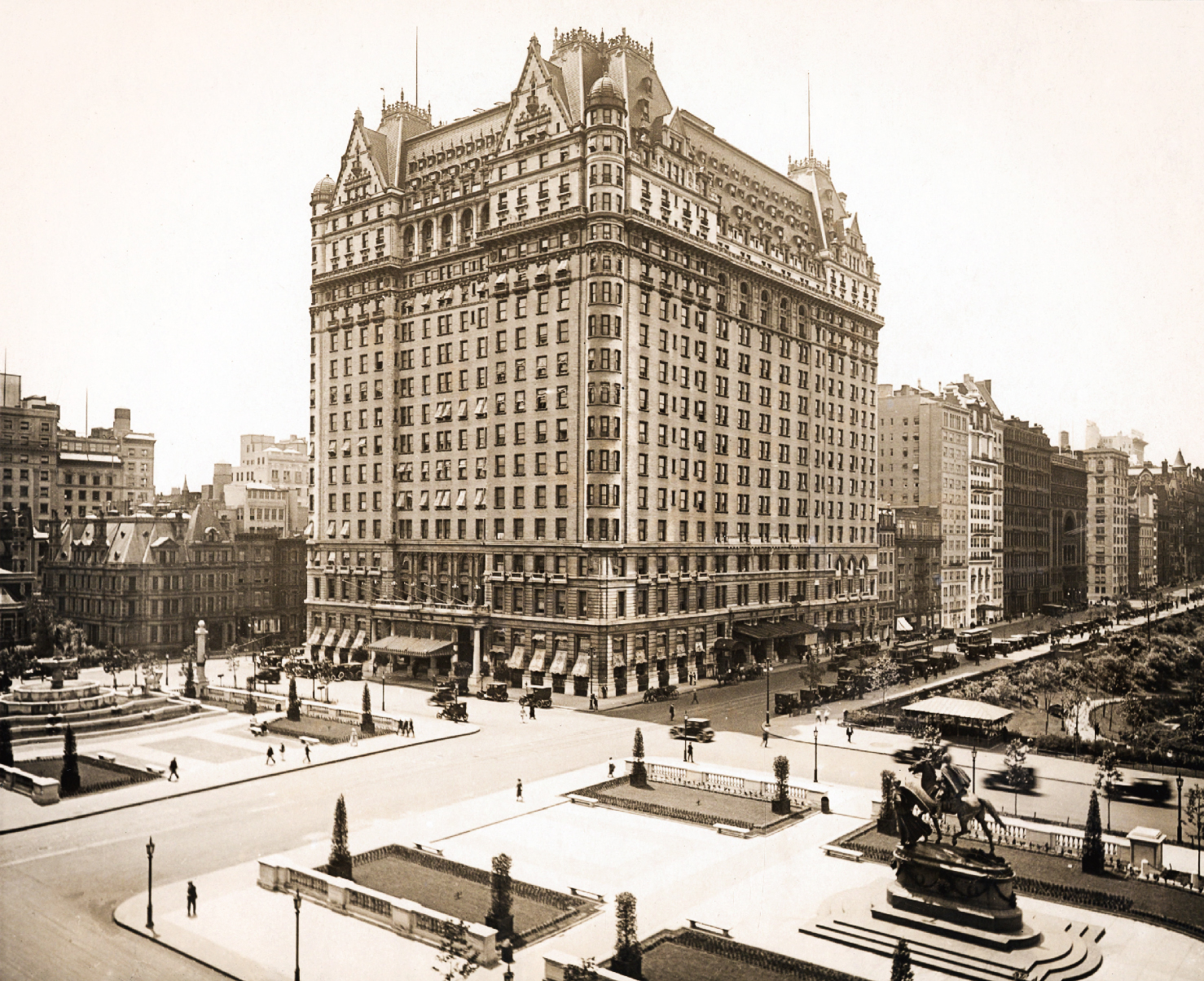
Plaza Hotel New York City 1908
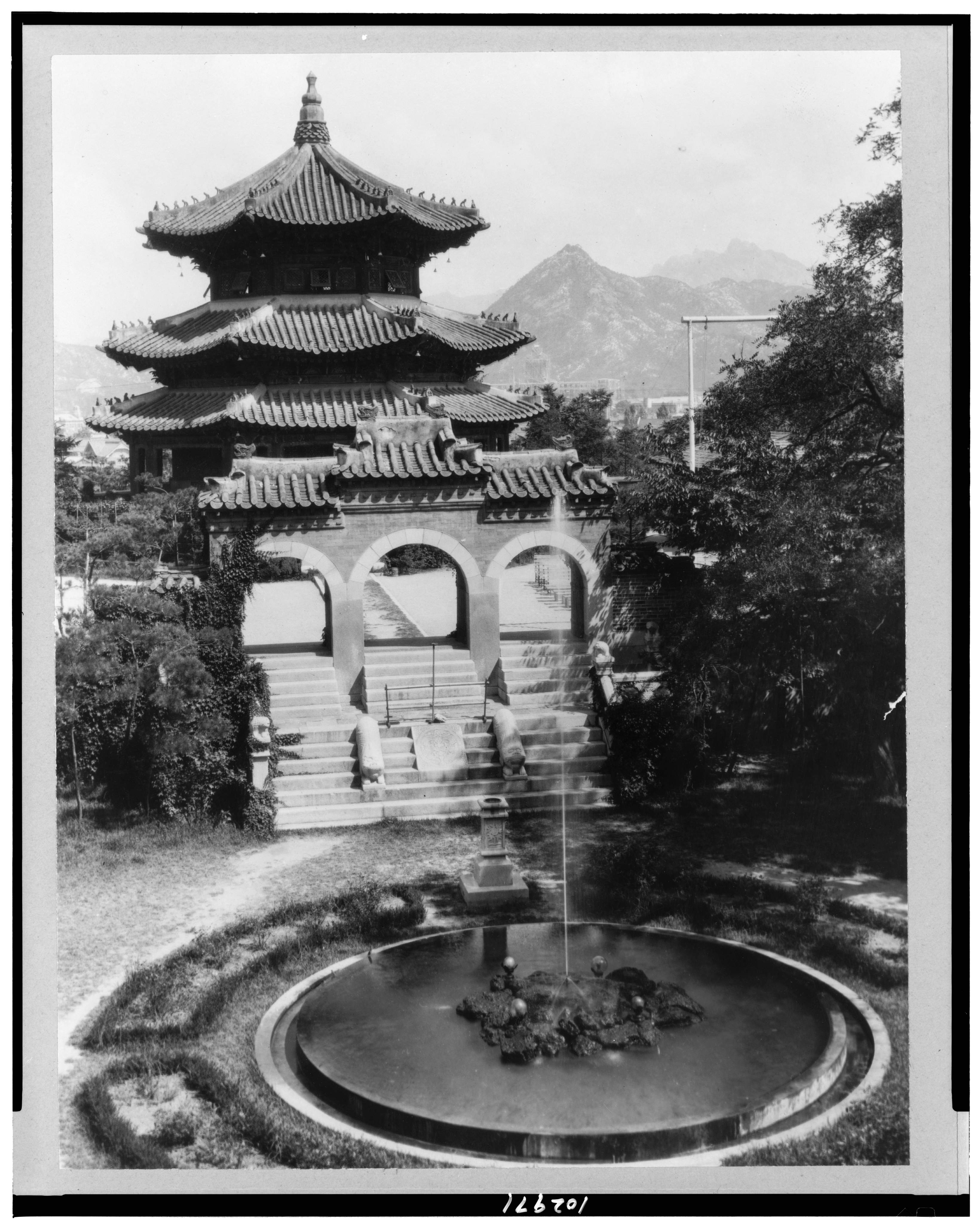
Temple of Heaven Seoul
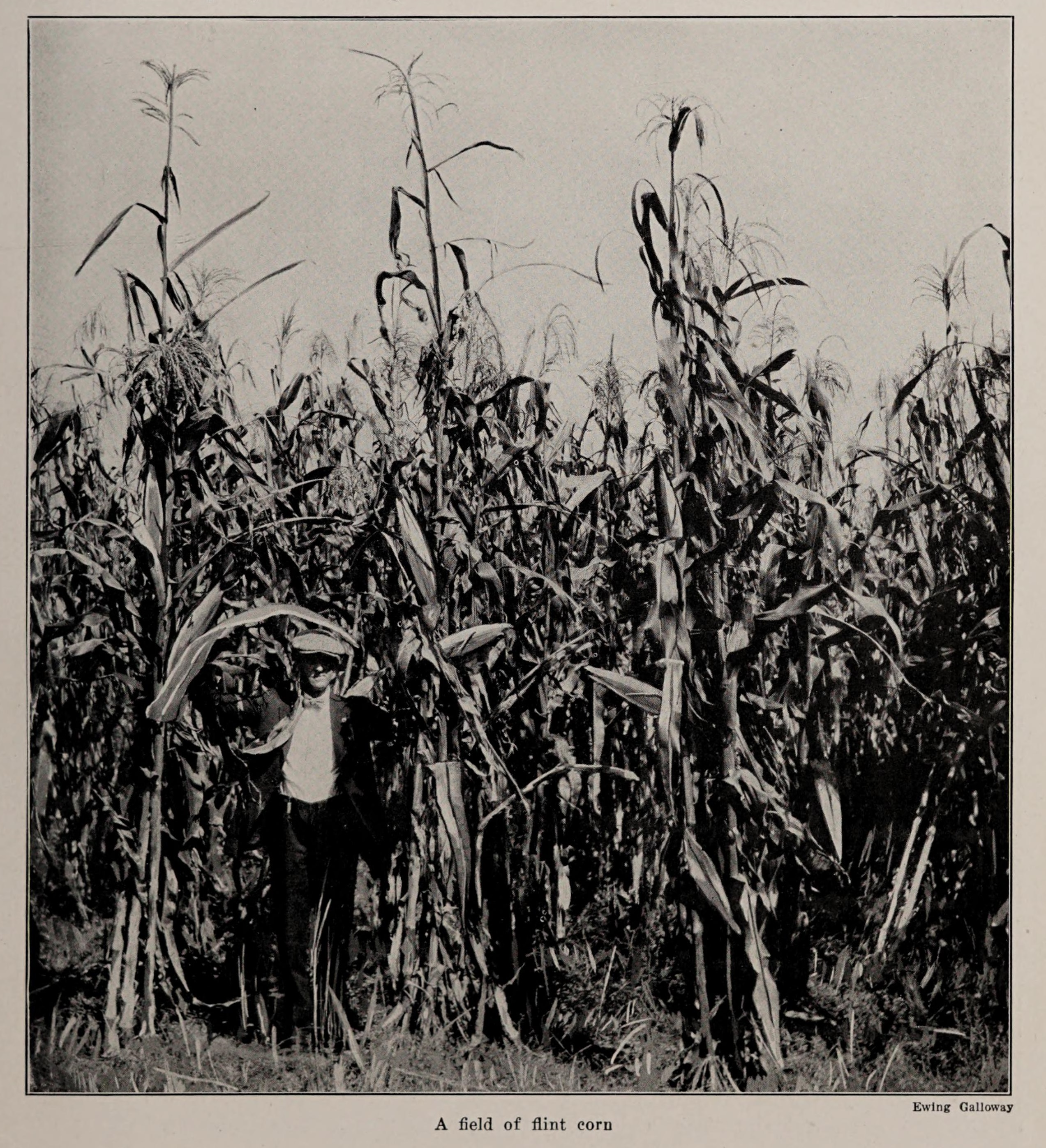
A field of flint corn, photo from The Encyclopedia of Food by Artemas Ward
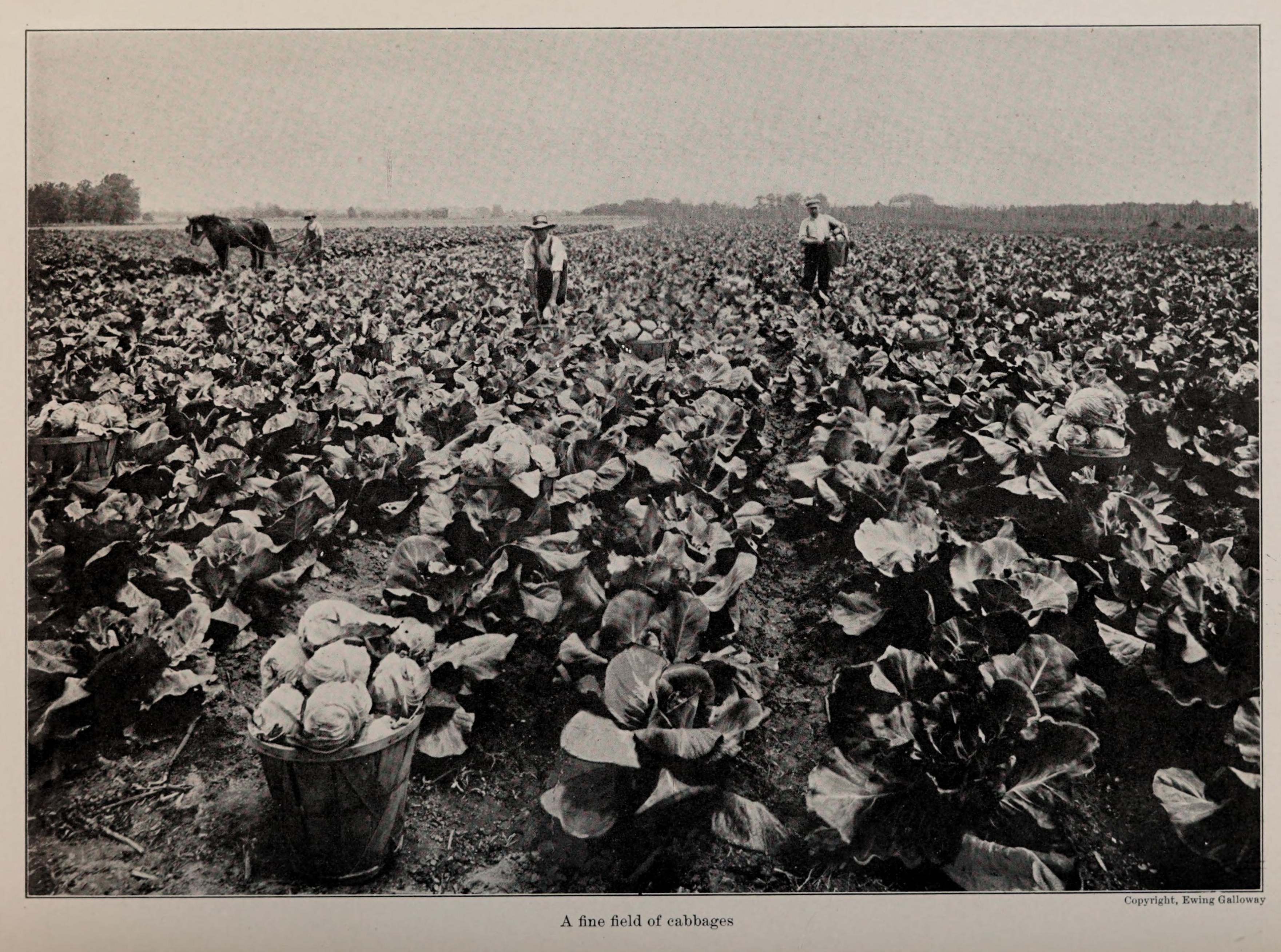
A fine field of cabbages, photo from The Encyclopedia of Food by Artemas Ward
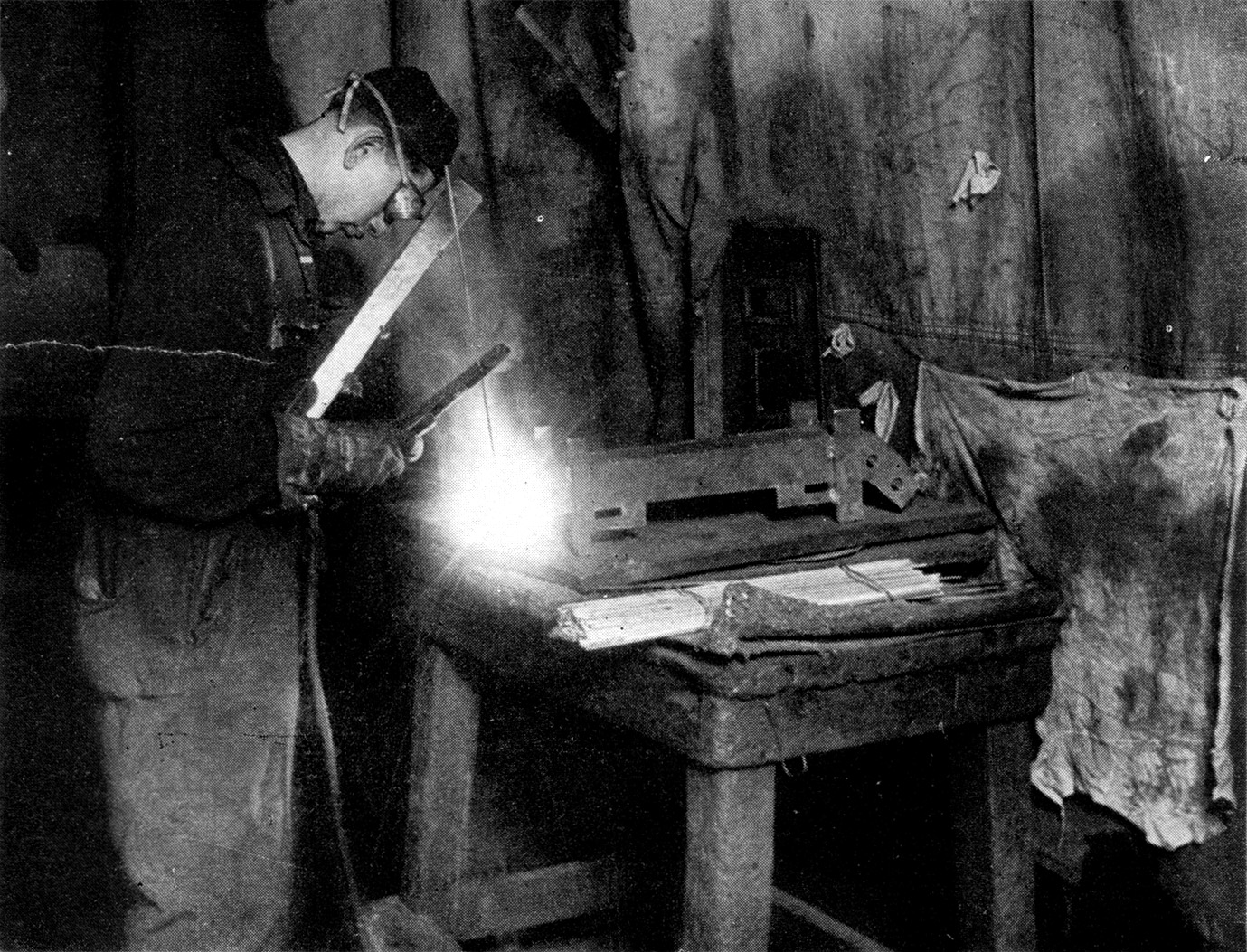
Acetylene Welding
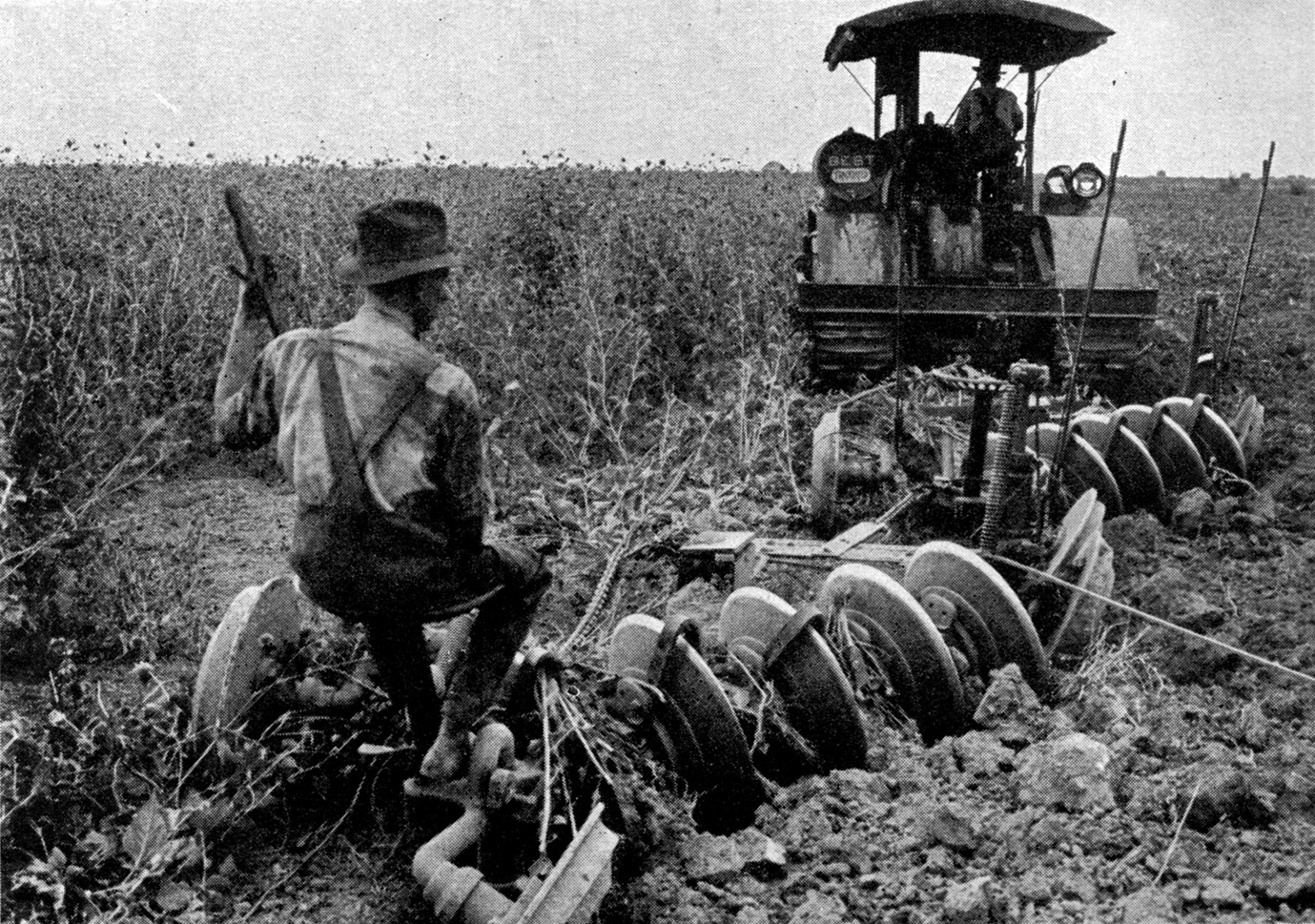
Agriculture (Plowing)
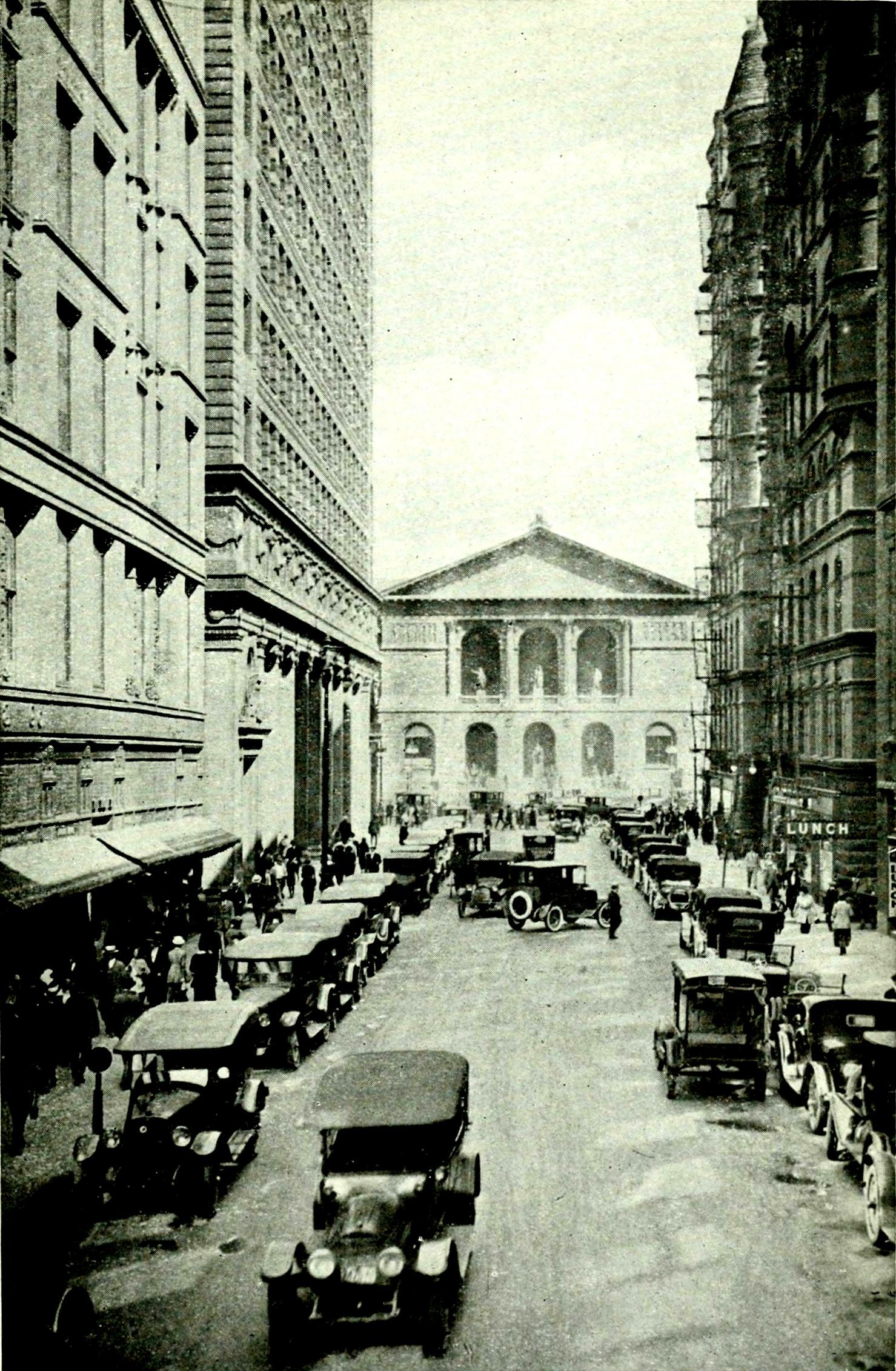
Collier's 1921 Chicago – Adams Street
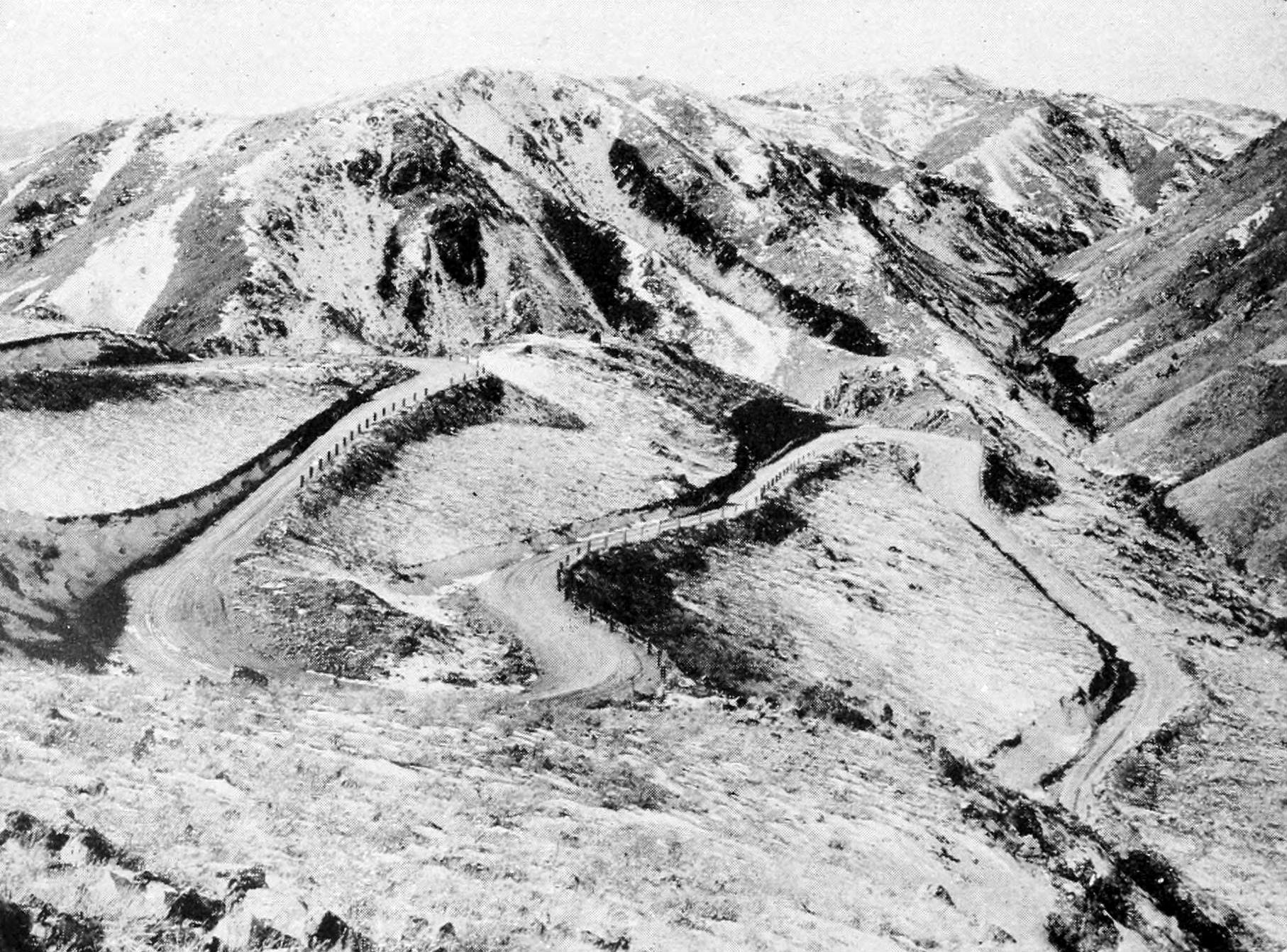
Collier's 1921 Colorado – double hairpin turn on Lookout Mountain